# Luancheng
Luancheng (chiń. 栾城区; pinyin: Luánchéng Qū) – dzielnica prefektury miejskiej Shijiazhuang we wschodnich Chinach, w prowincji Hebei. W 2003 roku liczba mieszkańców wynosiła ok. 320 tys. mieszkańców. 
We wrześniu 2014 roku nadano powiatowi Luancheng status dzielnicy.